# 贵州省博物馆
贵州省博物馆是中国贵州省的大型综合性博物馆，老馆位于贵阳市云岩区北京路168号，占地总面积约1.93万平方米；新馆位于贵阳市观山湖区林城东路，占地面积106.29亩，总建筑面积4.645万平方米，现为中国国家二级博物馆。

## 历史

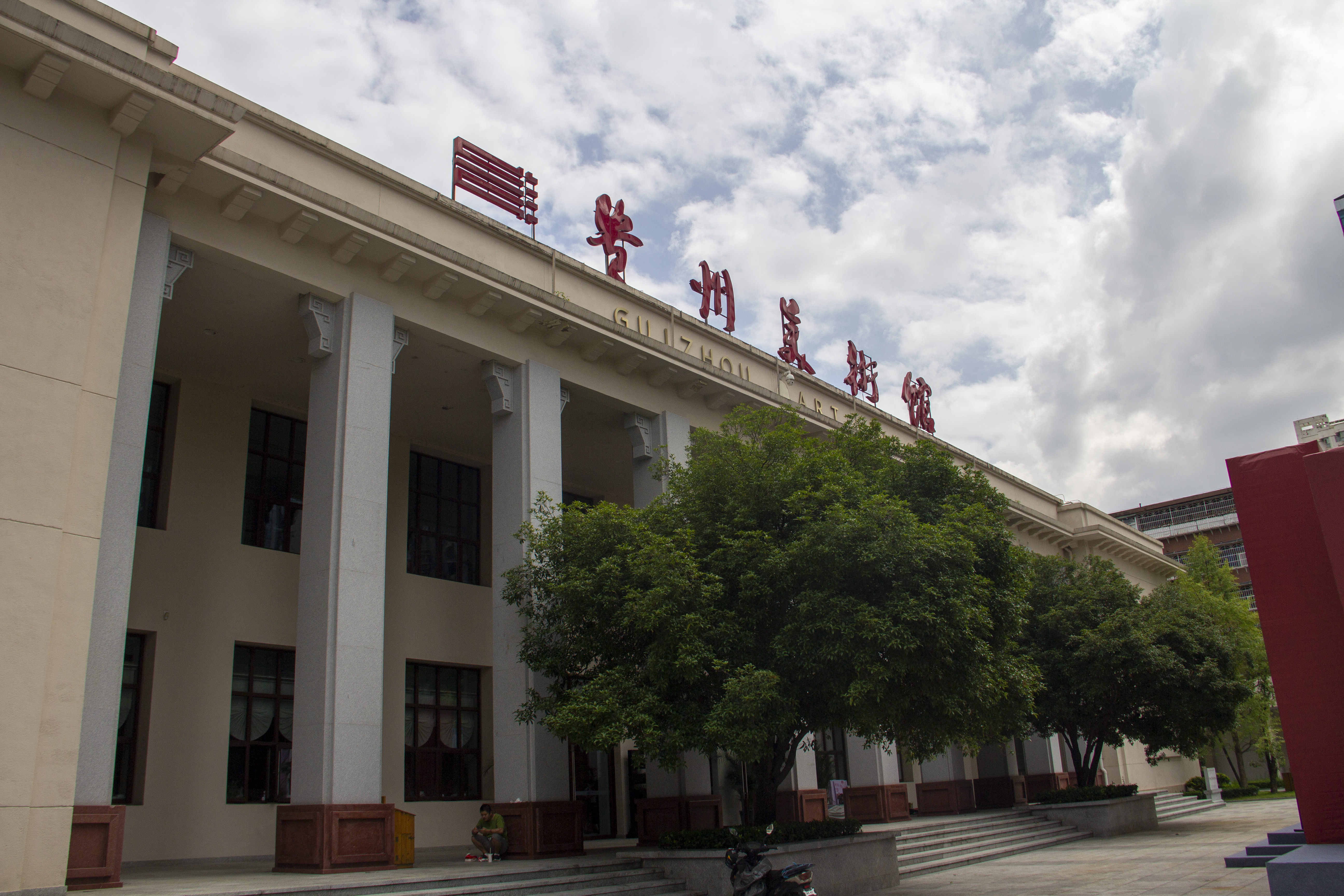
旧址已改建为贵州美术馆。

贵州省博物馆筹建于1953年，1958年正式开馆，原馆址位于贵阳市云岩区北京路，新馆于2007年立项，2010年开工，2013年6月28日迁址建设，2017年9月30日开馆。

## 馆藏
贵州省博物馆现有馆藏文物、标本20余万件。
基本陈列定名为“多彩贵州”，分别从 “民族贵州”、“历史贵州”和“古生物王国”三个部分，以多元的、包容的、开放的姿态将贵州古老、多彩、神奇、和谐的文化表现出来，用文物阐述贵州各民族人与自然、人与人和谐共生的关系，以及包含在文物中的源远流长的历史文化；以点带面地阐述了贵州历史发展的进程。